# باند وی
باند وی (انگلیسی: V band) عنوان استانداردی است که توسط مؤسسه مهندسان برق و الکترونیک (IEEE) برای نامیدن بخش ریزموج طیف الکترومغناطیسی در بازه بسامدی ۴۰ تا ۷۵ گیگاهرتز به‌کار می‌رود. باند وی به جز پژوهش‌های موج راداری میلی‌متری و سایر انواع پژوهش‌های علمی. کاربرد گسترده ندارد. این باند را نباید با باند وی (باند پنج) در بازه ۶۰۰ تا ۱۰۰۰ مگاهرتزی بسامد فرابالا (UHF) اشتباه گرفت.